# Wereldbeker schaatsen 2008/2009 - Wereldbeker 5 - 1e 500 meter vrouwen
De zevende van 13 wedstrijden voor de wereldbeker schaatsen 500 meter werd gehouden op 13 december 2008 in Nagano.

## Uitslag A-divisie
| rang   | schaatser            | tijd    | punten |
| ------ | -------------------- | ------- | ------ |
| Goud   | Jenny Wolf           | 37,71   | 100    |
| Zilver | Lee Sang-hwa         | 38,39   | 80     |
| Brons  | Sayuri Yoshii        | 38,66   | 70     |
| 4      | Jin Peiyu            | 38,72   | 60     |
| 5      | Yu Jing              | 38,81   | 50     |
| 6      | Jekaterina Malysjeva | 38,96   | 45     |
| 7      | Sayuri Osuga         | 38,99   | 40     |
| 8      | Ren Hui              | 39,02   | 36     |
| 9      | Xing Aihua           | 39,09   | 36     |
| 10     | Monique Angermüller  | 39,17   | 28     |
| 11     | Margot Boer          | 39,19   | 24     |
| 12     | Joelia Nemaja        | 39,24   | 21     |
| 13     | Christine Nesbitt    | 39,25   | 18     |
| 14     | Elli Ochowicz        | 39,31   | 16     |
| 15     | Shannon Rempel       | 39,35   | 14     |
| 16     | Tomomi Okazaki       | 39,39   | 12     |
| 17     | Yukari Watanabe      | 39,52   | 10     |
| 18     | Nao Kodaira          | 39,74   | 8      |
| 19     | Bo-Ra Lee            | 1.22,40 | 6      |
| 20     | Marianne Timmer      | DNS     | 5      |

## Loting
| rit | binnenbaan      | buitenbaan           |
| --- | --------------- | -------------------- |
| 1   | Yu Jing         | Jin Peiyu            |
| 2   | Yukari Watanabe | Christine Nesbitt    |
| 3   | Elli Ochowicz   | Monique Angermüller  |
| 4   | Ren Hui         | Nao Kodaira          |
| 5   | Shannon Rempel  | Jekaterina Malysjeva |
| 6   | Marianne Timmer | Joelia Nemaja        |
| 7   | Xing Aihua      | Bo-Ra Lee            |
| 8   | Tomomi Okazaki  | Sayuri Osuga         |
| 9   | Margot Boer     | Sayuri Yoshii        |
| 10  | Jenny Wolf      | Lee Sang-hwa         |

## Top 10 B-divisie
| rang | schaatser            | tijd  | punten |
| ---- | -------------------- | ----- | ------ |
| 1    | Zhang Shuang         | 39,11 | 25     |
| 2    | Jekaterina Lobysjeva | 39,48 | 19     |
| 3    | Anzjelika Kotjoega   | 39,52 | 15     |
| 4    | Jennifer Rodriguez   | 39,68 | 11     |
| 5    | Heather Richardson   | 39,72 | 8      |
| 6    | Thijsje Oenema       | 39,81 | 6      |
| 7    | Rebekah Bradford     | 40,00 | 4      |
| 8    | Danielle Wotherspoon | 40,01 | 2      |
| 9    | Svetlana Radkevitsj  | 40,11 | 1      |
| 10   | Heike Hartmann       | 40,12 | 0      |